# Raïon de Bourla
Pour les articles homonymes, voir Bourla.
Le district de Bourla est un des 59 districts (raïons) administratifs et municipaux, du kraï de l'Altaï, en Russie. Il occupe le nord-ouest du kraï. Son chef-lieu est le village de Bourla, où vivent 35,7 % de la population du district.